# ويليان فارياس
ويليان فارياس (بالبرتغالية: Willian Farias) (6 يونيو 1989 بكوريتيبا في البرازيل - ) هو لاعب كرة قدم برازيلي في مركز الوسط لعب سابقاً في نادي حتا. لعب مع نادي فيتوريا ونادي كروزيرو ونادي كوريتيبا.

## روابط خارجية
- ويليان فارياس على موقع قاعدة بيانات كرة القدم.إي يو (الإنجليزية)
- ويليان فارياس على موقع Soccerway.com (الإنجليزية)
- ويليان فارياس على موقع عالم كرة القدم.نت (الإنجليزية)
- ويليان فارياس على موقع AS.com (الإسبانية)